# Палеонтологічний музей (Париж)
Палеонтологічний музей (фр. Les Galeries de Paléontologe et d'Anatomie comparée) є частиною Національного музею природознавства в Парижі. В музеї зібрані скелети майже всіх видів хребетних, що живуть зараз на планеті.

## Експозиція
Колекція складається з бл. 1000 скелетів, зібраних переважно під час великих біологічних експедицій XVIII—XIX століть.

## Практична інформація
Галерея знаходиться на території Саду рослин, найближчі станції метро — Austerlitz і Jussieu.
Час роботи: 10:00 — 17:00, музей зачинений щовівторка і 1 травня.
Влітку (з квітня до вересня) щосуботи, щонеділі й у святкові дні музей відчинений до 18:00.

## Галерея

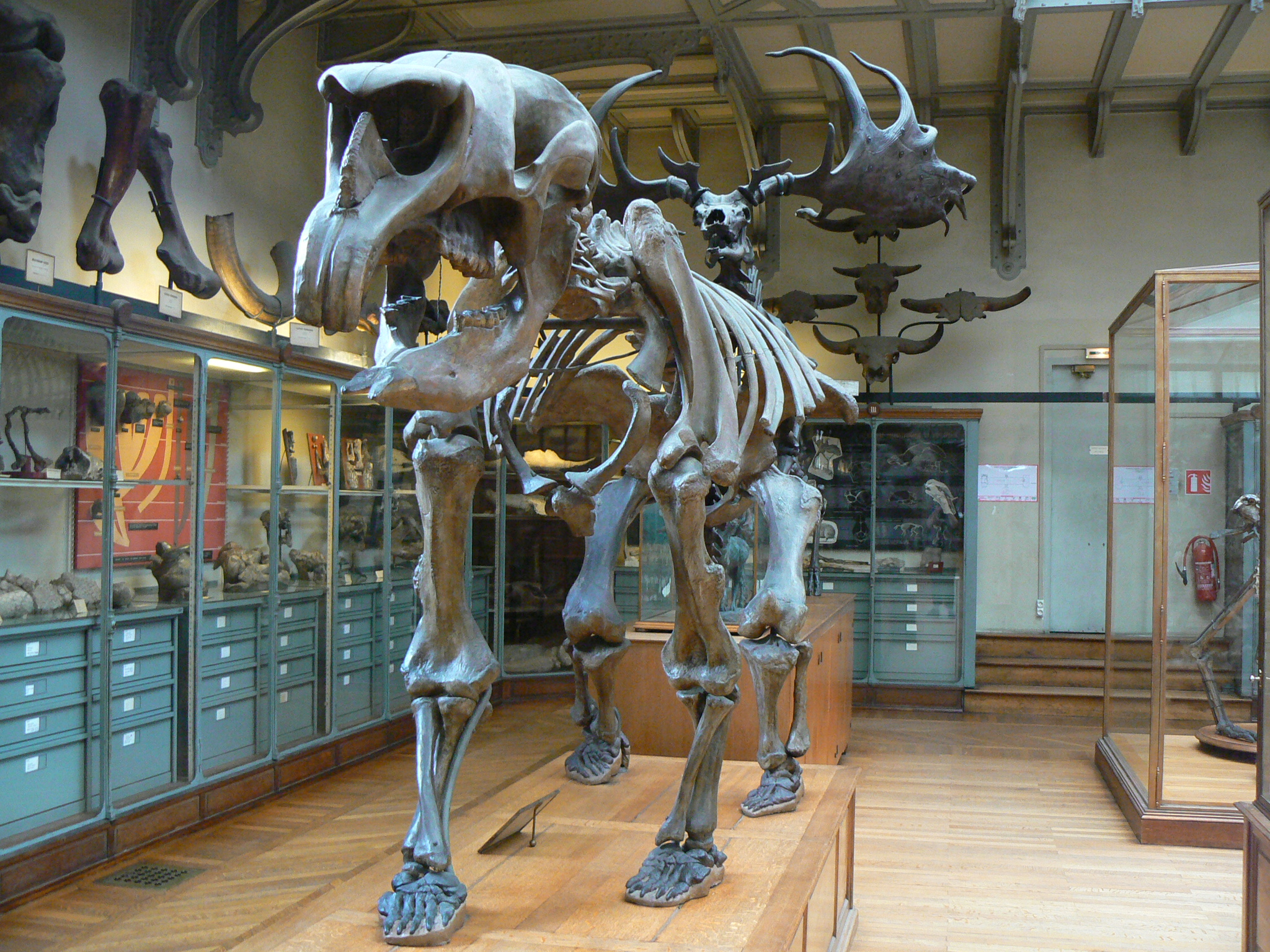
Diprotodon australis
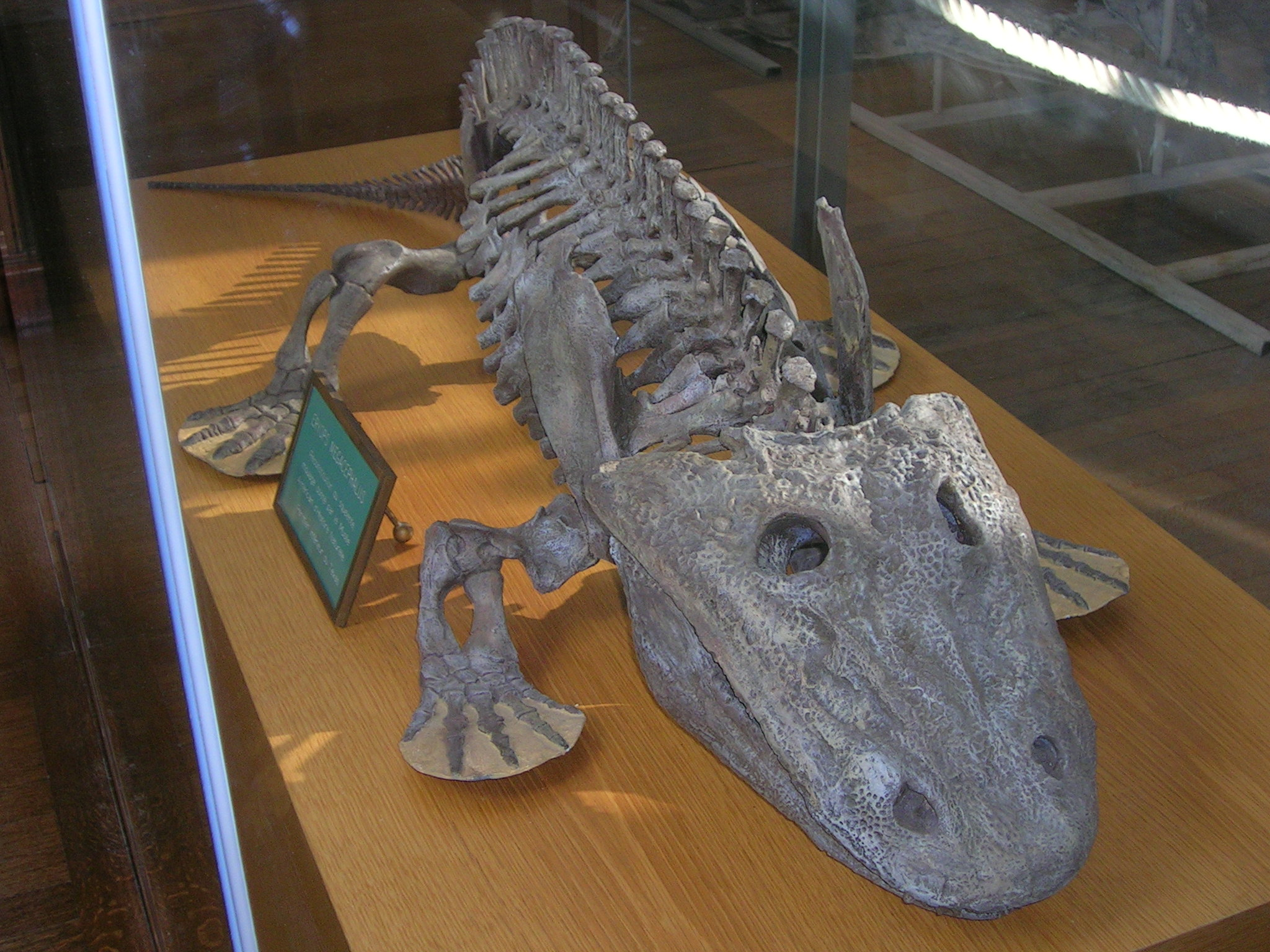
Eryops megacephalus
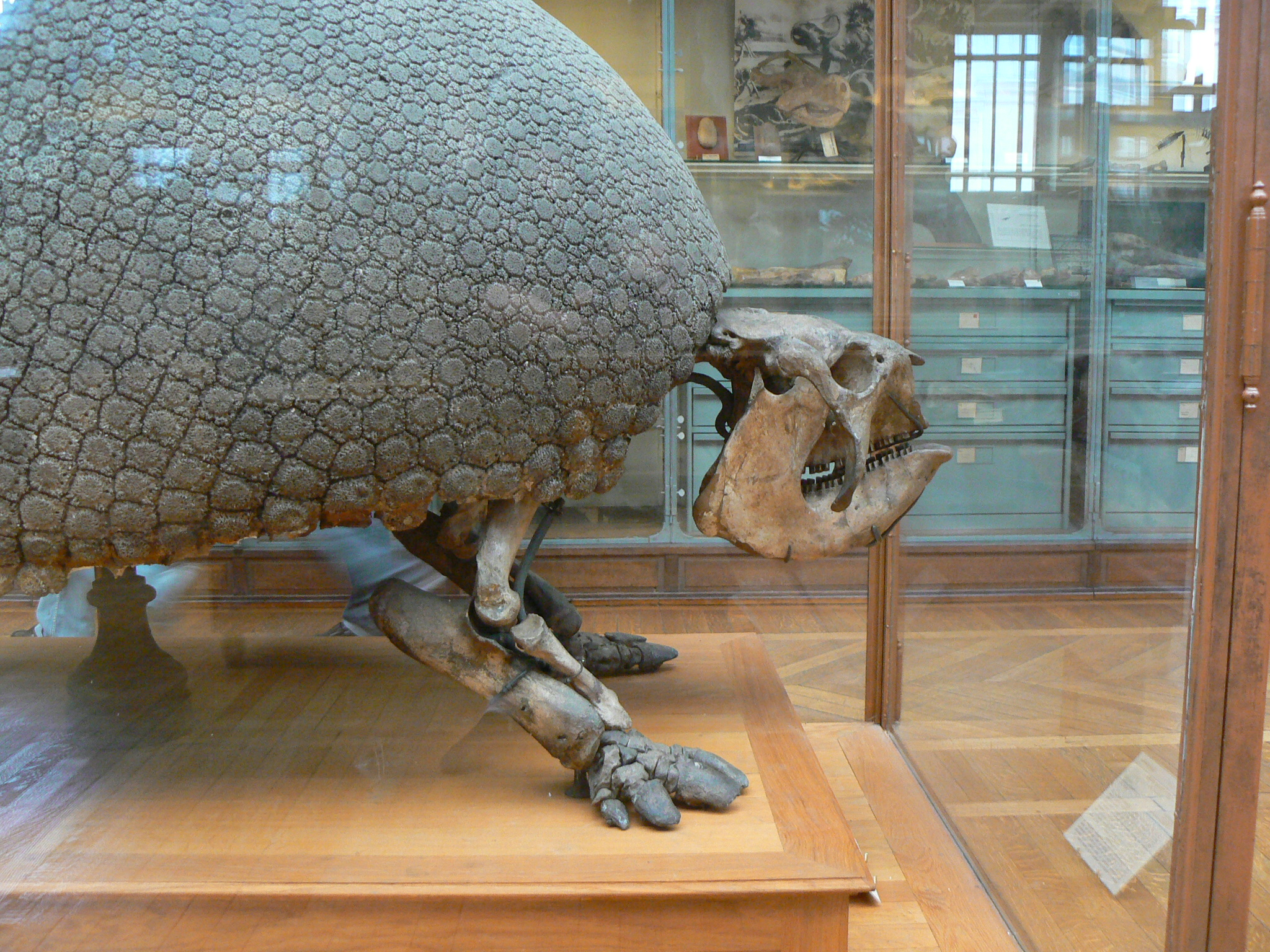
Glyptodon asper
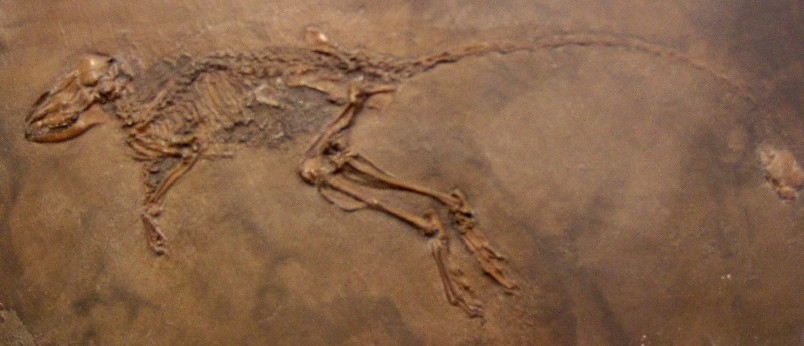
Miacidae
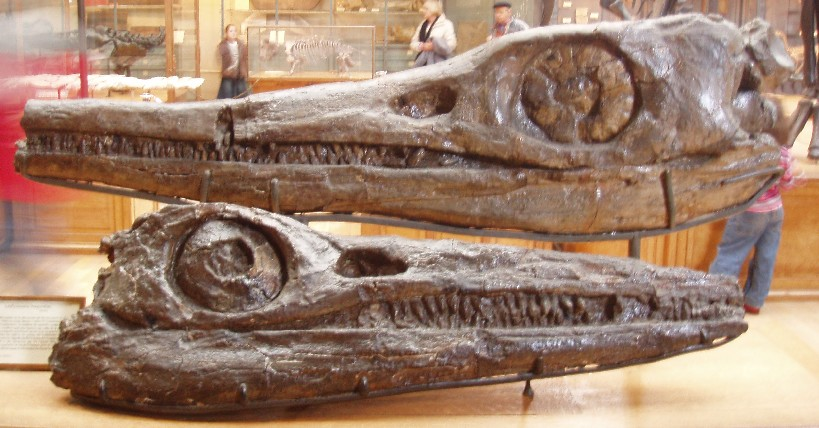
Temnodontosaurus burgundiae
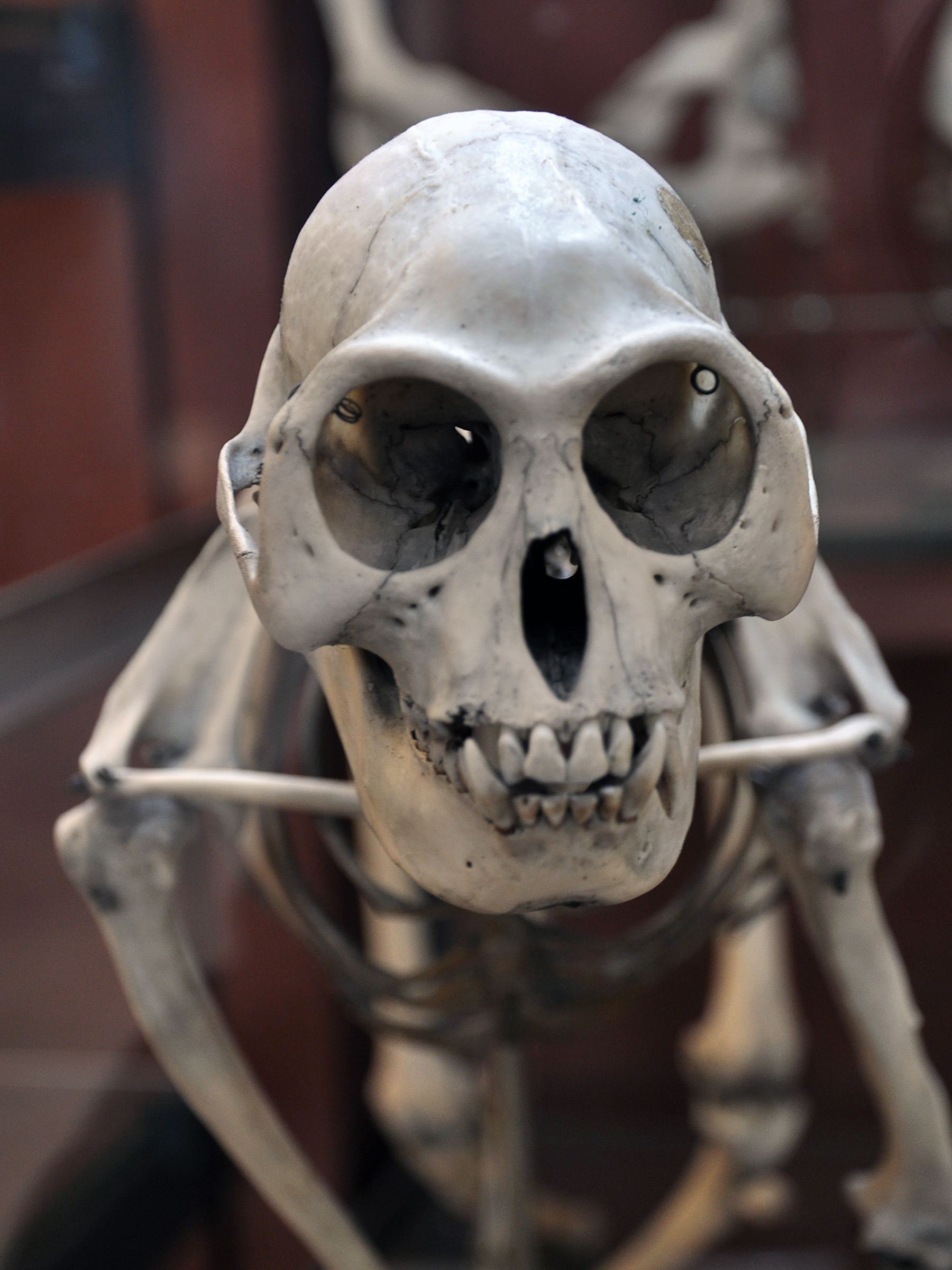
Trachypithecus
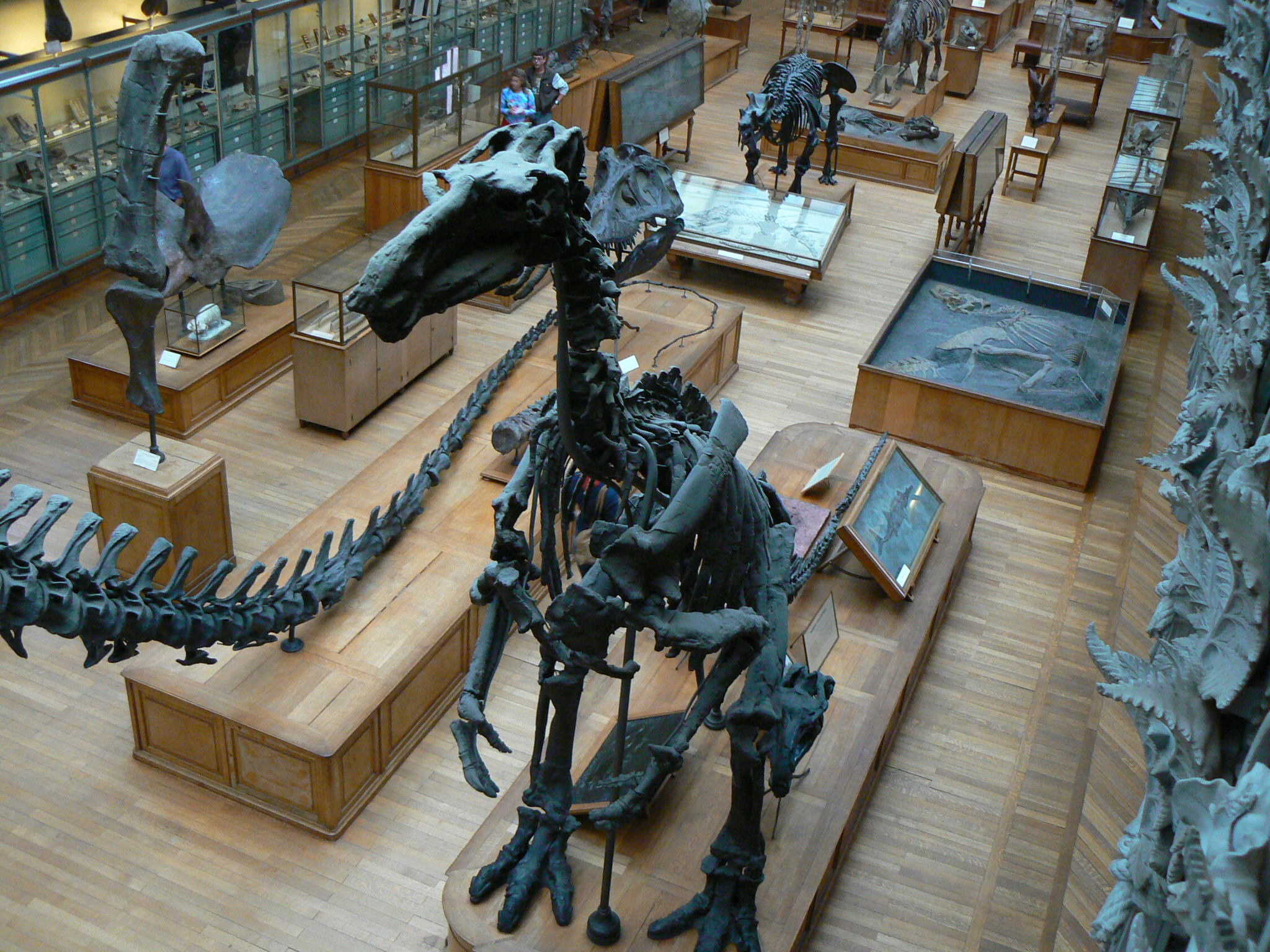
Iguanodon
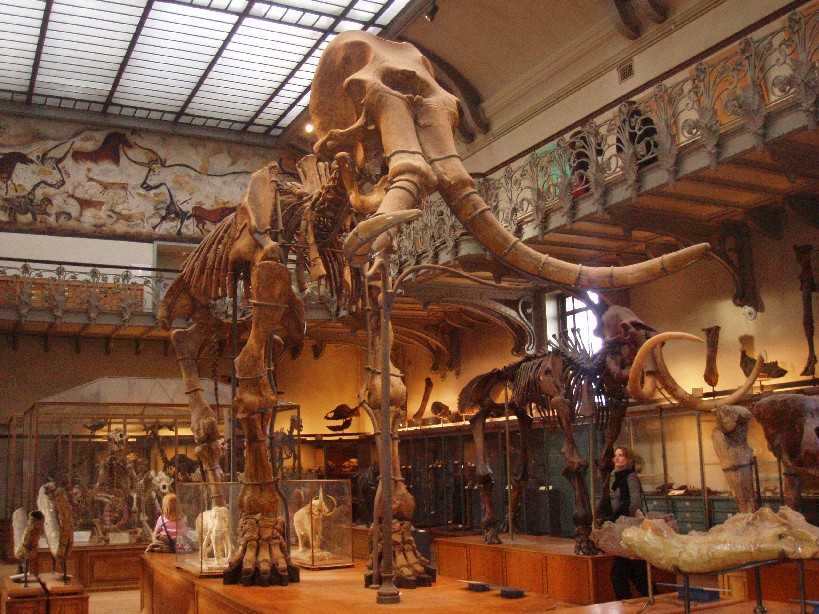
Mammuthus meridionalis